# Pterorhinus vassali
Pterorhinus vassali é uma espécie de ave da família Leiothrichidae.
Pode ser encontrada nos seguintes países: Camboja, Laos e Vietname.
Os seus habitats naturais são: florestas subtropicais ou tropicais húmidas de baixa altitude e regiões subtropicais ou tropicais húmidas de alta altitude.